# Arnéguy
Arnéguy (tiếng Basque: Arnegi) là một xã thuộc tỉnh Pyrénées-Atlantiques trong vùng Aquitaine ở tây nam nước Pháp. Xã này nằm ở khu vực có độ cao trung bình 389 mét trên mực nước biển. Đây là một điểm dừng quan trọng trên tuyến đường giữa Saint-Jean-Pied-de-Port và Pamplona, Tây Ban Nha do xã nằm ở biên giới với Tây Ban Nha. Xã nằm trong Tỉnh của Pháp|tỉnh cũ]] Lower Navarre. 